# Uga javanica
Uga javanica är en stekelart som beskrevs av Geoffrey John Kerrich 1960.
Uga javanica ingår i släktet Uga och familjen bredlårsteklar. Inga underarter finns listade i Catalogue of Life.